# Trechalea trinidadensis
Trechalea trinidadensis là một loài nhện trong họ Trechaleidae.
Loài này thuộc chi Trechalea. Trechalea trinidadensis được miêu tả năm 1993 bởi Carico.